# 朗格尔恩 (萨克森-安哈尔特州)
朗格尔恩（德語：Langeln，發音：[ˈlaŋl̩n]）是德国萨克森-安哈尔特州哈茨县曾经的一个市镇，面积14.23平方千米，2012年8月4日人口为1,116人。2010年1月1日，朗格尔恩与另外7个市镇合并为新市镇北哈茨。